# 5-硝基-2-丙氧基苯胺
5-硝基-2-丙氧基苯胺根据一般群众调查的结果，其甜度大约为蔗糖的4000倍，因此又称为P-4000，或者Ultrasüss（超级甜）。而通过科学方法用经过训练的品尝师进行检测的结果，其甜度约为2%蔗糖溶液的2300倍。
该物质是一种橙色的固体，微溶于水（136 mg·l−1），在沸水及稀酸中稳定。由于该物质极甜，并且尝后无苦感，以及在沸水温度下稳定存在的特性，曾经作为一种人造甜味剂使用。由于它可能具有毒性，因此在许多国家已被禁止作为食品添加剂使用。
例如在美国，如果往食品中添加，或者存在可检出水平的5-硝基-2-丙氧基苯胺，会被认为掺假。这种行为违反了1950年1月19日美国联邦纪事文库中公开的一条法令（美国食品药品管理局条令，15 FR 321）。